# Lake View Cemetery (Seattle)
Lake View Cemetery è un cimitero situato a Seattle, Washington.

## Sepolture famose
Fra i vari personaggi vi sono sepolti gli attori Bruce Lee e suo figlio Brandon Lee, il primo allievo di Bruce Lee ed artista marziale Jesse Glover, l'attore John Saxon, la principessa Angeline e la poetessa Denise Levertov. Caratteristico un angolo del cimitero dedicato ai nippo-americani che si sono distinti nelle varie guerre, a loro memoria è dedicato anche un monumento: il "Nisei War Memorial Monument".